# Spickeskinka

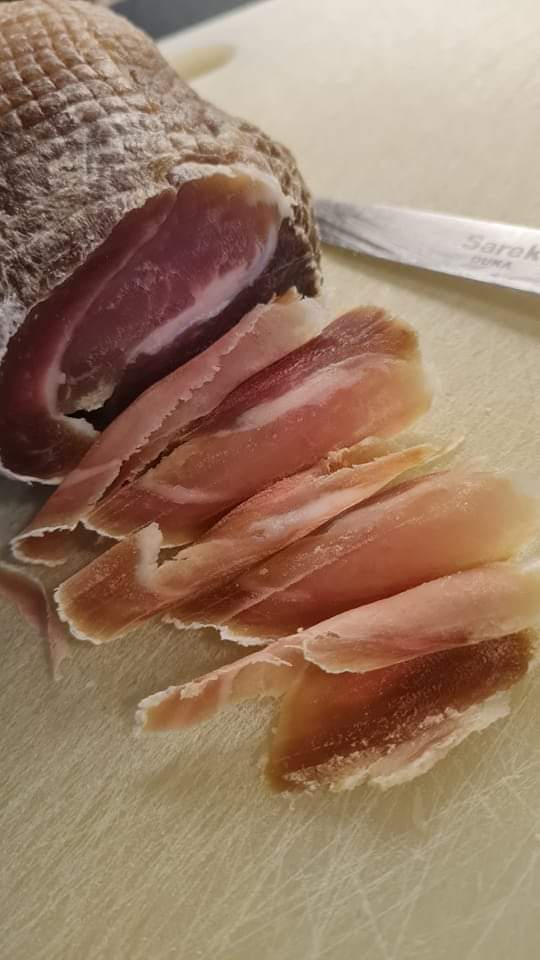
Spickeskinka.

Spickeskinka, även känd som spegeskinka (Skåne) eller spekeskinka (Västsverige) är en fläskköttsprodukt som framställs av skinkan. Denna har först saltats och torkats och sedan vanligen kallrökts, varvid smaken blir såväl salt som rökt. Benämningen finns i hela Skandinavien, från Norge ända ner till nuvarande Nordtyskland, och detta sätt att göra kött hållbart har traditionellt använts i hela Europa. I Sverige kallades den förr ofta sommarskinka, eftersom den var så hårt konserverad i salt och rök att den klarade sommarvärmen utan att ruttna.
Ordet spicken betyder just saltad och torkad. Det har alltså inget med späck att göra. Historiskt finns många livsmedel med förleden spicke, saltade och torkade -- ofta även rökta -- och avsedda att ätas utan att tillagas. Till exempel spickesill, spickelax, spickekorv, spickerova och spickeströmming.
Av spickeskinkans tyska motsvarigheter är kanske den så kallade schwarzwaldskinkan mest känd i Sverige. Den kallröks dock ofta under längre tid, vilket ger en ännu mer distinkt röksmak. Andra kända europeiska varianter är italiensk prosciutto och spansk serranoskinka. Spickeskinkan är, i tunna skivor, ett pålägg. Den kan också användas i matlagning, istället för bacon eller sydeuropeisk torkad skinka.